# Lymire senescens
Lymire senescens är en fjärilsart som beskrevs av Forbes 1917. Lymire senescens ingår i släktet Lymire och familjen björnspinnare. Inga underarter finns listade i Catalogue of Life.